# Tronie d'un jeune homme avec hausse-col et béret
Pour les articles homonymes, voir Portrait de jeune homme.
Tronie d'un jeune homme avec hausse-col et béret ou Portrait d'un jeune homme est un tableau réalisé vers 1639 et attribué à Rembrandt. Cette tronie a longtemps été considérée comme l'un des quarante autoportraits peints de Rembrandt avant que les spécialistes modernes ne remettent cette identification en question.

## Description et paternité
Cette tronie a traditionnellement été considéré comme l'un des quarante autoportraits peints de Rembrandt avant que les spécialistes aient remis cette identification en question.
Conservé au musée des Offices de Florence, Daniele Rossi, l'un de ses restaurateurs, a révélé une signature préalablement cachée sous du vieux verni.
Le Rembrandt Research Project ainsi que d'autres spécialistes modernes doutent désormais de la paternité de l'œuvre, et plusieurs possibilités sont envisagées, en particulier le cas où Rembrandt aurait commencé le tableau, mais aurait laissé l'un de ses élèves — ou un autre artiste inconnu — l'achever. Le sujet lui-même est remis en question : ce ne serait pas Rembrandt, le visage ne ressemblant que peu aux autres autoportraits dont on est sûr de la paternité. Le tableau a été daté à environ 1634 en se basant sur l'âge de l'artiste tel qu'il s'est représenté, et du fait qu'il n'ait pas de moustache, Rembrandt la portant la plupart des années 1630. Selon Christopher White, si l'on en juge au style de Rembrandt, le tableau serait plutôt de 1639-1640.
Comme dans beaucoup des  autoportraits de Rembrandt  reconnus, le sujet porte des vêtements originaux qui suggèrent plutôt le XVIe que le XVIIe siècle. Le hausse-col correspond à celui d'un soldat de son époque contemporaine, et on peut le retrouver dans plusieurs autoportraits tronies de Rembrandt.

## Provenance
La peinture a appartenu à l'amateur d'art Jean-Guillaume de Neubourg-Wittelsbach (marié à Anne-Marie-Louise de Médicis, dernière de la lignée des Médicis), qui possédait sa propre collection d'autoportraits. Il a donné le tableau à la famille Gerini, mécènes florentins.
Le tableau a été exposé en tant qu'autoportrait de Rembrandt en 1724 et décrit comme tel dans le catalogue de la collection Gerini en 1759. Dans le palais Gerini, une allégorie des arts en fresque de Giuseppe Zocchi (1711-1767) montre une personnification de la Peinture regardant le catalogue, soutenue par deux putti, et l'illustration sur le catalogue est ce tableau même. Il est très inhabituel de retrouver une reproduction d'illustration dans une fresque, ce qui montre le prestige du tableau représenté. Ferdinand III de Lorraine l'acquiert en 1818, puis il entre à la galerie des Offices de Florence en 1922, dans la collection des autoportraits de la galerie des Offices située dans le corridor de Vasari.